# Дардак
Дарда́к (узб. Dardoq, кирг. Дардак) — посёлок городского типа в Кургантепинском районе Андижанской области Узбекистана, административный центр Дардакского сельсовета.
Посёлок расположен на берегу реки Карадарьи. Население около 40 тысяч человек . Статус «посёлок городского типа» с 2012 года. В поселке размещены предприятия лёгкой промышленности.

## Административное деление

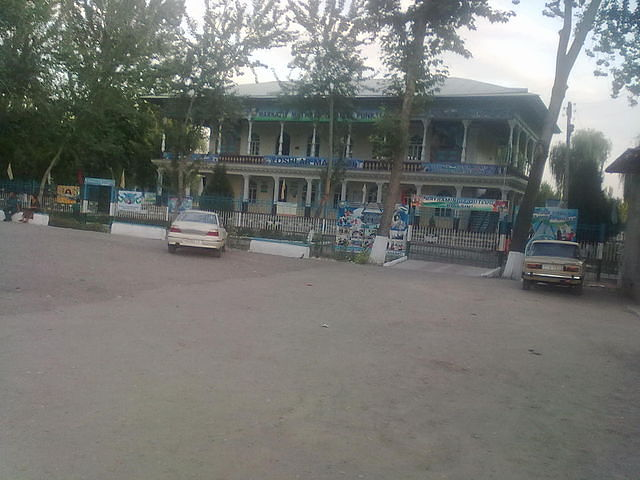

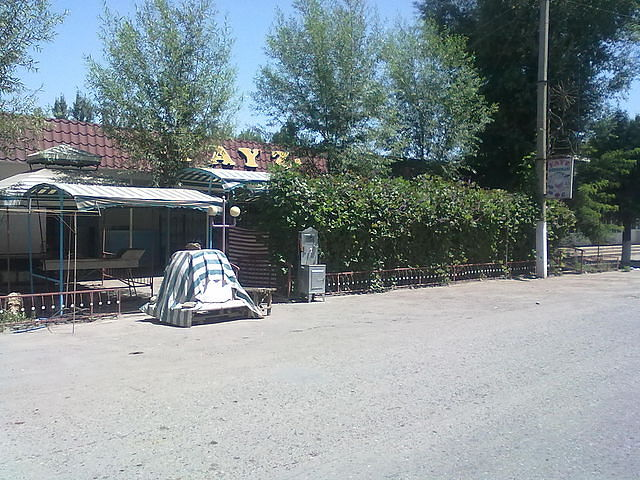
Кафе Файз

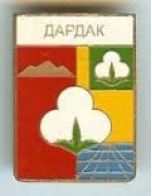
Герб Дардака (1977—1991 гг)

- 1. Нодира
- 2. Навои
- 3. Канды (Калинин)
- 4. Чирактамга
- 5. Манас
- 6. Ахунбабаев
- 7. Дардактепа
- 8. Хадирша
- 9. Янги-Абад
- 10. Баштут
- 11. Кизил-Токой
- 12. Яртибаш
- 13. Кирлик
- 14. Каканович (Аксув)

## География, климат
Плодородные почвы, обилие тепла и света, длительный безморозный период (около 210 дней в году) благоприятствуют выращиванию в окрестностях города теплолюбивых культур — хлопчатника, шелковицы и других субтропических культур. Зима обычно умеренная, средняя температура января составляет: −5-11 градусов мороза, короткая, ветры слабее, чем в западных частях долины: в среднем 3 метра в секунду, а среднегодовое количество осадков составляет 226 мм осадков в год.

## История
В мае 1898 года в уезде произошло Киргизско-андижанское восстание.

## Население
Население посёлка 40 тыс. человек  (2024)
- киргизы
- узбеки
- татары
- киргизы-канды
- месхети турки

## Известные уроженцы
- Гавсидинов, Гиясидин (1927—1979) — Герой Социалистического Труда.
- Дурдиев, Кочкар Ахмедович  (1917—1989) — участник Великой Отечественной войны, Герой Советского Союза, стрелок 353-го горнострелкового полка (47-я горнострелковая дивизия, 38-я армия, Юго-Западный фронт), рядовой.